# Jože Zupančić
Jože Zupančić (1934) è un ex cestista jugoslavo.

## Carriera
Con la Jugoslavia ha disputato i Campionati europei del 1955.

## Palmarès
- Coppa di Jugoslavia: 1

Železničar Lubiana: 1959